# Mesnil-Saint-Loup

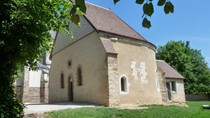
Chapelle XIIe siècle de Mesnil-Saint-Loup.

Mesnil-Saint-Loup est une commune française, située dans le département de l'Aube en région Grand Est.
Ses habitants sont appelés les Mesnillats.

## Géographie

### Situation
La commune de Mesnil-Saint-Loup est située à 22 km à l'ouest de Troyes.
| Faux-Villecerf      |                             | Dierrey-Saint-Pierre |
| Palis               | Mesnil-St-Loup              | Dierrey-Saint-Julien |
| Villemaur-sur-Vanne | Estissac Neuville-sur-Vanne |                      |

### Voies de communication et transports
La commune est traversée par les routes départementales 23, du nord au sud, et 95, d'est en ouest. Elle est accessible par l'autoroute A5 aux sorties 19 et 20.

### Hydrographie
La commune est dans la région hydrographique « la Seine de sa source au confluent de l'Oise (exclu) » au sein du bassin Seine-Normandie. Elle n'est drainée par aucun cours d'eau,.

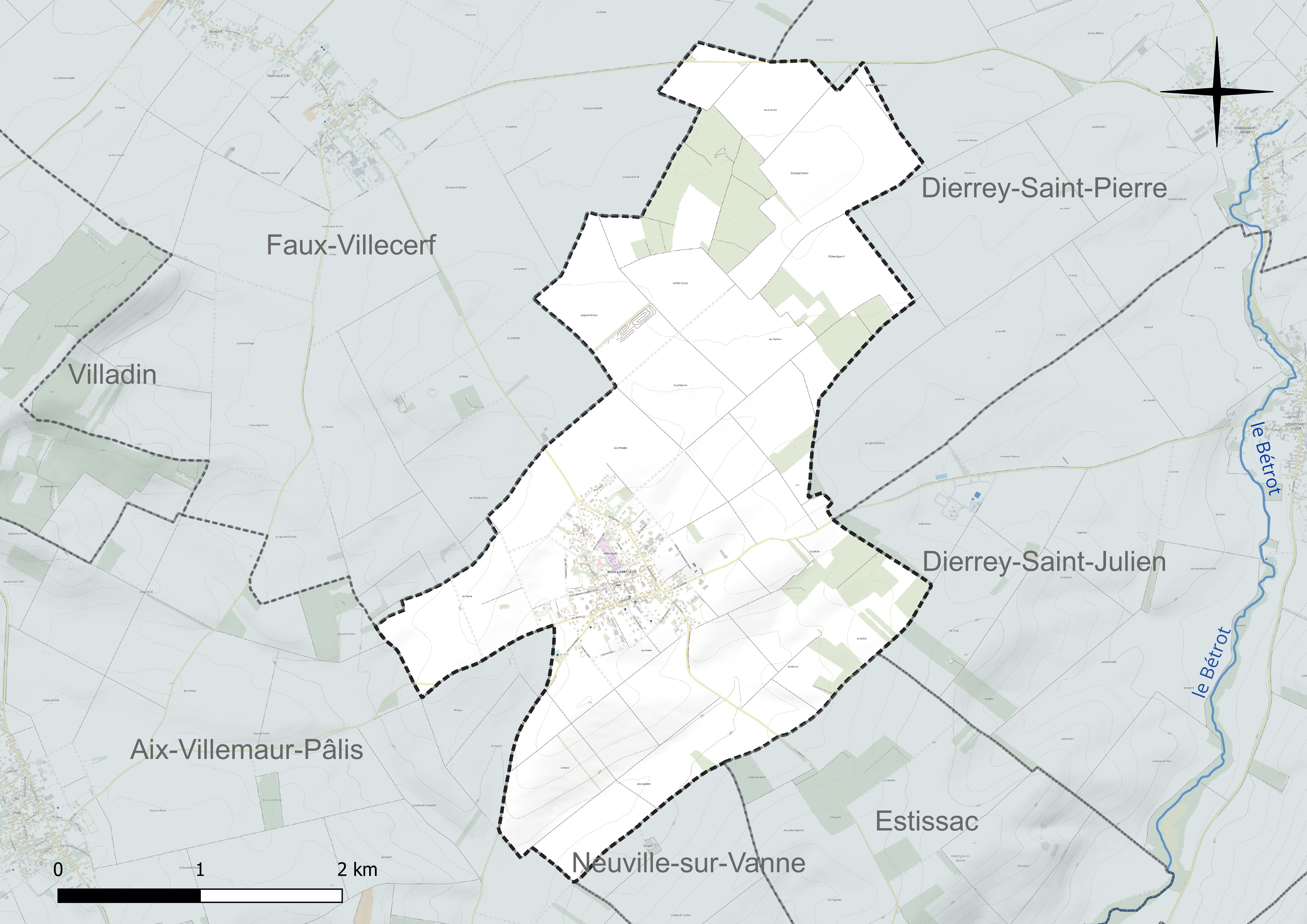
Réseau hydrographique de Mesnil-Saint-Loup.

### Climat
Pour des articles plus généraux, voir Climat du Grand Est et Climat de l'Aube.
En 2010, le climat de la commune est de type climat océanique dégradé des plaines du Centre et du Nord, selon une étude du Centre national de la recherche scientifique s'appuyant sur une série de données couvrant la période 1971-2000. En 2020, Météo-France publie une typologie des climats de la France métropolitaine dans laquelle la commune est exposée à un climat océanique altéré et est dans la région climatique Nord-est du bassin Parisien, caractérisée par un ensoleillement médiocre, une pluviométrie moyenne régulièrement répartie au cours de l’année et un hiver froid (3 °C).
Pour la période 1971-2000, la température annuelle moyenne est de 10,4 °C, avec une amplitude thermique annuelle de 15,6 °C. Le cumul annuel moyen de précipitations est de 745 mm, avec 11,8 jours de précipitations en janvier et 7,8 jours en juillet. Pour la période 1991-2020, la température moyenne annuelle observée sur la station météorologique de Météo-France la plus proche, « Saint-Mards », sur la commune de Saint-Mards-en-Othe à 14 km à vol d'oiseau, est de 11,1 °C et le cumul annuel moyen de précipitations est de 759,6 mm. 
La température maximale relevée sur cette station est de 41,2 °C, atteinte le 25 juillet 2019 ; la température minimale est de −21,3 °C, atteinte le 2 janvier 1997,,.
Les paramètres climatiques de la commune ont été estimés pour le milieu du siècle (2041-2070) selon différents scénarios d'émission de gaz à effet de serre à partir des nouvelles projections climatiques de référence DRIAS-2020. Ils sont consultables sur un site dédié publié par Météo-France en novembre 2022.

## Urbanisme

### Typologie
Au 1er janvier 2024, Mesnil-Saint-Loup est catégorisée commune rurale à habitat dispersé, selon la nouvelle grille communale de densité à 7 niveaux définie par l'Insee en 2022.
Elle est située hors unité urbaine. Par ailleurs la commune fait partie de l'aire d'attraction de Troyes, dont elle est une commune de la couronne,. Cette aire, qui regroupe 209 communes, est catégorisée dans les aires de 200 000 à moins de 700 000 habitants,.

### Occupation des sols
L'occupation des sols de la commune, telle qu'elle ressort de la base de données européenne d’occupation biophysique des sols Corine Land Cover (CLC), est marquée par l'importance des territoires agricoles (85,7 % en 2018), en diminution par rapport à 1990 (87,9 %). La répartition détaillée en 2018 est la suivante : 
terres arables (82,8 %), zones urbanisées (7,2 %), forêts (7,1 %), zones agricoles hétérogènes (2,9 %). L'évolution de l’occupation des sols de la commune et de ses infrastructures peut être observée sur les différentes représentations cartographiques du territoire : la carte de Cassini (XVIIIe siècle), la carte d'état-major (1820-1866) et les cartes ou photos aériennes de l'IGN pour la période actuelle (1950 à aujourd'hui).

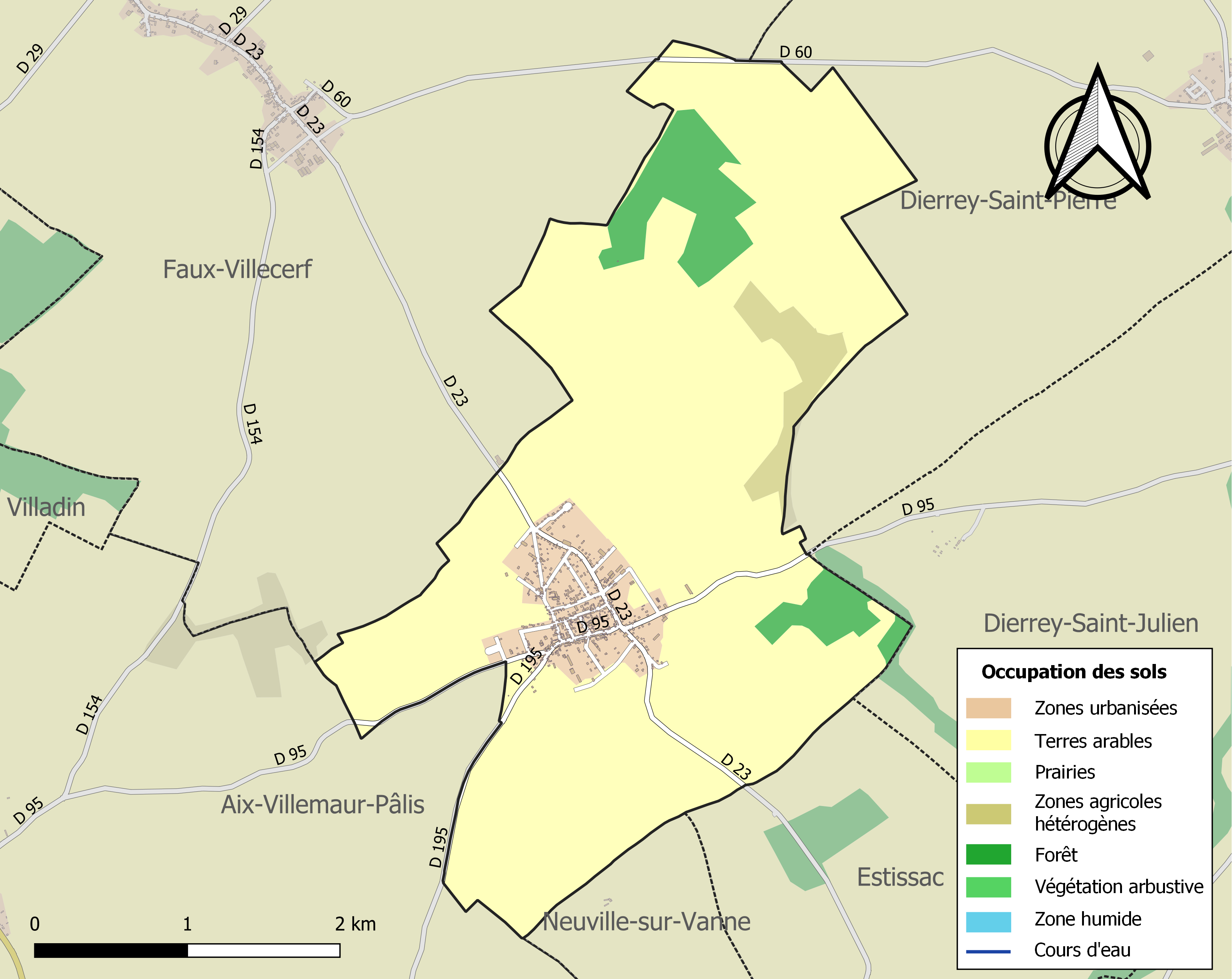
Carte des infrastructures et de l'occupation des sols de la commune en 2018 (CLC).

## Toponymie
« Mesnil », est un toponyme très répandu en France, qui tire son origine de mansionem, terme de bas latin dérivé du mot latin mansionile, diminutif de mansio, signifiant « demeure, habitation, maison ». Il est devenu en français médiéval maisnil ou mesnil, désignant une « maison avec terrain ».

## Histoire

### Antiquités et origine
On a trouvé au finage quelques monnaies gauloises des Leuques et des Senones.
En 1208, la paroisse est composée d’environ 50 feux. Saint Loup, archevêque de Sens, 1er septembre, est le patron titulaire de l’église, qui solennise l’anniversaire d’une dédicace propre le 25 octobre de chaque année.

### Les Templiers et les Hospitaliers
Vers 1128, les Templiers ayant reçu leur règle de la main de saint Bernard au concile de Troyes, vinrent fonder une maison de leur ordre au sommet d’un plateau alors couvert de forêts et ils nommèrent leur établissement : Mesnillum Sancti Lupi, d’où le nom de Mesnil-Saint-Loup (on écrivait jadis Mesnillum, Mainillum ou Mesnile, en français Maisnil, Maigny, Mesnil. Le mot latin désignait une ferme ou maison d’habitation.)
Après 1187, l’ordre du Temple prend un développement considérable et devient dans la Champagne Méridionale, le plus riche, le plus répandu de tous les ordres religieux. Ils exploitaient les minerais de fer des régions des maisons de Mesnil Saint Loup des grès verts entre Vendeuvre et Piney.
« Les Templiers subsistèrent au Mesnil jusqu’à l’extinction de leur Ordre (1312), et y furent remplacés par les Hospitaliers de l'ordre de Saint-Jean de Jérusalem lors de la dévolution des biens de l'ordre du Temple. La seigneurie du Mesnil passa à la commanderie de Coulours après 1314. Ceux-ci conservèrent la seigneurie du Mesnil jusqu’à la Révolution française et eurent toujours la nomination du curé (qui était tantôt un profès ou novice de l’Ordre, tantôt un prêtre séculier désigné par le prieur de France).
Maison de Mesnil Saint Loup, maison considérable dont l’emplacement couvert de débris de constructions a conservé le nom de Cloitre et est encore circonscrit de chemins. Cet emplacement est depuis longtemps livré à la culture.
Mais d’où vient le vocable de saint Loup, archevêque de Sens ? Question difficile à résoudre : toutefois on peut conjecturer que Hugues de Payns, fondateur des Templiers, ayant son fils Thibault moine à Sainte-Colombe de Sens, eut par lui une relique de saint Loup, en l’honneur duquel les Templiers construisirent l’église de leur communauté. Le corps de Saint Loup, archevêque de Sens, était gardé par les bénédictins de Sainte Colombe. Thibault de Pahenz (ou Pains) devint abbé de Sainte Colombe en 1139 et mourut en 1148. Plusieurs églises importantes de la région sont sous le vocable de Saint-Loup.)

### Anciennes circonscriptions civiles
Vers 1290 on comptait environ 50 feux.  En 1789, le Mesnil-Saint-Loup dépendait de l’intendance et de la généralité de Chalons, élection de Troyes, et du bailliage de Troyes, en la châtellenie de Villemaur. Il y avait en 1787, 216 habitants (31 laboureurs et 16 manouvriers), 200 en 1790. Pendant la période intermédiaire, la commune a fait partie du canton de Villadin, jusqu’en l’an IX. On l’appelait alors Mesnil haut.
Le village s’étend au sud de l’église, distribué en pente de l’ouest à l’est, figurant un rectangle assez régulier. Ce rectangle est dessiné et sillonné par des rues, bordées de maisons qui ont chacune leur jardin attenant. Au centre se trouve une sorte de terrasse, nommée le Terreau.

### Seigneurie
La seigneurie appartenait jadis aux templiers, et dès 1162, si l’on en croit Courtalon, qui répète ce que Chèvre de la Charmotte avait écrit, Mannier dit aussi que les templiers y avaient des biens dès le XIIe siècle.
En 1208, Raoul Britaud et sa femme Marguerite donnèrent aux templiers du Mesnil-Saint-Loup tout ce qu’ils avaient au moulin du Vicomte à Provins ; ils leur vendirent tout ce qu’ils avaient au dit lieu du Mesnil, en la rue dite « Pute Aoite » pour 360 l de provinois.
Un plan, de 1774, indique auprès de l’église, une pièce de terre dite le Cloître. On y a trouvé des substructions. C’est vraisemblablement l’emplacement de l’ancienne maison des templiers, qui fut détruite au commencement du XVe siècle et qui ne semble pas avoir été rétablie. Cette seigneurie dépendait de la commanderie de Coulours. Le plan de 1774 lui donne une superficie de 2 516 arp 37 cordes et 11 pieds. Quelques droits ont appartenu à des laïcs.
Vers 1368, Nicaise de Lailly, seigneur de la Motte d’Oiselet près de Villemaur, avait au dit lieu d’Oiselet des terrages dont une partie appartenait « aux écuyers du Mesnil Saint Loup ». En 1789, Marie Nicole de Lescey, veuve de François, comte de Val, se qualifiait dame du Mesnil Saint loup. Elle était peut-être locataire : en 1783, le domaine des Hospitaliers était loué pour 1 400 l.. (Mannier, op et loco cit)

### Paroisse
Le Mesnil était une cure du diocèse de Troyes, doyenné de Villemaur, à la présentation du Grand Prieur de France. Le curé était décimateur, au 21e compte. C’était sans doute par abandon du patron de la paroisse, car en 1594 les hospitaliers de Saint Jean de Jérusalem donnaient encore les dîmes à bail.
En 1761, la cure avait un revenu de 900 l. L’église, sous le vocable de Saint-Loup de Sens, date du XIIe siècle.
Son plan est rectangulaire, sauf la saillie de l’abside. Celle-ci est semi-circulaire ; autrefois elle était voûtée en cul-de-four ; aujourd’hui elle est plafonnée. Dans la nef, la charpente était apparente ; un plafond la couvre également (ce qui précède doit s’entendre de l’ancienne église, la seule qu’ait connue M. d’Arbois, dont le répertoire archéologique parut en 1861, et qu’il y aurait lieu de compléter par l’intéressante étude de M. Duhem, Les églises disparues du département de l’Aube).
Il n’en subsiste que le sanctuaire. Menaçant ruine et trop exiguë pour les besoins d’une paroisse que son curé, M. André - devenu peu après le Père Emmanuel - homme d’une extraordinaire activité pastorale, avait complètement transformée, elle fut remplacée par un nouvel édifice, commencé en 1864, sur les plans de M. Roussel, architecte à Troyes. Achevée dans son gros œuvre dès 1866, cette église fut bénie le 10 juin 1866 ; mais les travaux d’aménagement durèrent jusqu’en 1899. On y voit, aux parois du chœur, des peintures du maître Henri Charlier. C’est le lieu d’un pèlerinage très fréquenté de toute la région à Notre-Dame-de-la-Sainte-Espérance.

### Industrie
En 1787, il y avait au Mesnil-Saint-Loup six tisserands et trois bonnetiers, la plus grande partie des femmes et des filles était occupée à la filature du coton.
Le maître d’école, outre le logement, recevait de chaque laboureur 2 boisseaux, moitié froment et moitié seigle, et de chaque manœuvrier un boisseau.

### Anecdote
Le 29 octobre 1659, à la requête de Jean Laliat, procureur fiscal, condamne à l’amende et aux despens avec deffence de récidiver, un particulier de Dierré-Saint-Père et sa famille, pour avoir en ce jour faucillé et conduit chez luy une voiture de sarrazin, provenante d’une pièce de terre à luy appartenante sur le terroir du Mesnil. (la raison de cette condamnation c’est que la dédicace était fête d’obligation pour le Mesnil et pour tout son territoire.)
Au centre du village se trouve une sorte de terrasse, nommée le terreau, ombragée de beaux arbres, parmi lesquels un très vieux tilleul qu’on dit avoir été planté sous Henri IV par les ordres de Sully vers 1600-1620.
Non loin de l’église, vers le nord, dans la région appelée le Cloitre, se dressait encore, au commencement du siècle dernier, une vieille tour, reste du château de Mesnil-Saint-Loup ; car Mesnil-Saint-Loup avait un château appartenant aux chevaliers, auquel se rattache un fait historique vraiment curieux. C’est là que Cinq-Mars et de Thou se donnèrent rendez-vous pour dresser leur complot contre le cardinal de Richelieu. L’endroit était assez solitaire, assez perdu, pour servir d’asile à des conspirateurs.

### Nom révolutionnaire
Au cours de la Révolution française, la commune porta provisoirement le nom de Mesnil-Haut.

## Politique et administration

### Administration municipale
| Période                                  | Période   | Identité                                     | Étiquette | Qualité |
| ---------------------------------------- | --------- | -------------------------------------------- | --------- | ------- |
| 1909                                     | 1912      | Ernest Huguenot                              |           |         |
| 1912                                     | 1926      | Savinien Bécard                              |           |         |
| 1927                                     | 1935      | Raymond Bécard                               |           |         |
| 1935                                     | 1959      | Clément Bécard                               |           |         |
| 1959                                     | 1971      | Mary Velut                                   |           |         |
| 1971                                     | 1995      | Hubert Velut                                 |           |         |
| juin 1995                                | mars 2001 | Jean-Marie Huguenot                          |           |         |
| mars 2001                                | mars 2014 | Claude Gasner                                |           |         |
| mars 2014                                | En cours  | Michaël Simon Réélu pour le mandat 2020-2026 | SE        |         |
| Les données manquantes sont à compléter. |           |                                              |           |         |

### Intercommunalité
La commune fait partie de la communauté de communes de l'Orvin et de l'Ardusson (CCOA).

## Population et société

### Démographie
L'évolution du nombre d'habitants est connue à travers les recensements de la population effectués dans la commune depuis 1793. Pour les communes de moins de 10 000 habitants, une enquête de recensement portant sur toute la population est réalisée tous les cinq ans, les populations de référence des années intermédiaires étant quant à elles estimées par interpolation ou extrapolation. Pour la commune, le premier recensement exhaustif entrant dans le cadre du nouveau dispositif a été réalisé en 2008.

En 2022, la commune comptait 583 habitants, en évolution de −3,64 % par rapport à 2016 (Aube : +0,7 %, France hors Mayotte : +2,11 %).
| 1793 | 1800 | 1806 | 1821 | 1831 | 1836 | 1841 | 1846 | 1851 |
| ---- | ---- | ---- | ---- | ---- | ---- | ---- | ---- | ---- |
| 232  | 224  | 250  | 228  | 292  | 345  | 355  | 369  | 358  |

| 1856 | 1861 | 1866 | 1872 | 1876 | 1881 | 1886 | 1891 | 1896 |
| ---- | ---- | ---- | ---- | ---- | ---- | ---- | ---- | ---- |
| 322  | 350  | 385  | 392  | 365  | 371  | 360  | 372  | 360  |

| 1901 | 1906 | 1911 | 1921 | 1926 | 1931 | 1936 | 1946 | 1954 |
| ---- | ---- | ---- | ---- | ---- | ---- | ---- | ---- | ---- |
| 314  | 290  | 278  | 269  | 286  | 288  | 290  | 314  | 315  |

| 1962 | 1968 | 1975 | 1982 | 1990 | 1999 | 2006 | 2008 | 2013 |
| ---- | ---- | ---- | ---- | ---- | ---- | ---- | ---- | ---- |
| 400  | 462  | 480  | 498  | 507  | 523  | 539  | 540  | 601  |

| 2018 | 2022 | - | - | - | - | - | - | - |
| ---- | ---- | - | - | - | - | - | - | - |
| 595  | 583  | - | - | - | - | - | - | - |

## Culture locale et patrimoine

### Lieux et monuments
- Commanderie de Mesnil-Saint-Loup
- Monastère Notre-Dame-de-la-Sainte-Espérance
- Église Saint-Loup de Sens de Mesnil-Saint-Loup
- Chapelle Notre-Dame-de-la-Sainte-Espérance du monastère des Bénédictins de la congrégation Sainte-Marie-du-Mont-Olivet de Mesnil-Saint-Loup
- Église Saint-Loup-de-Sens dite chapelle templière de Mesnil-Saint-Loup

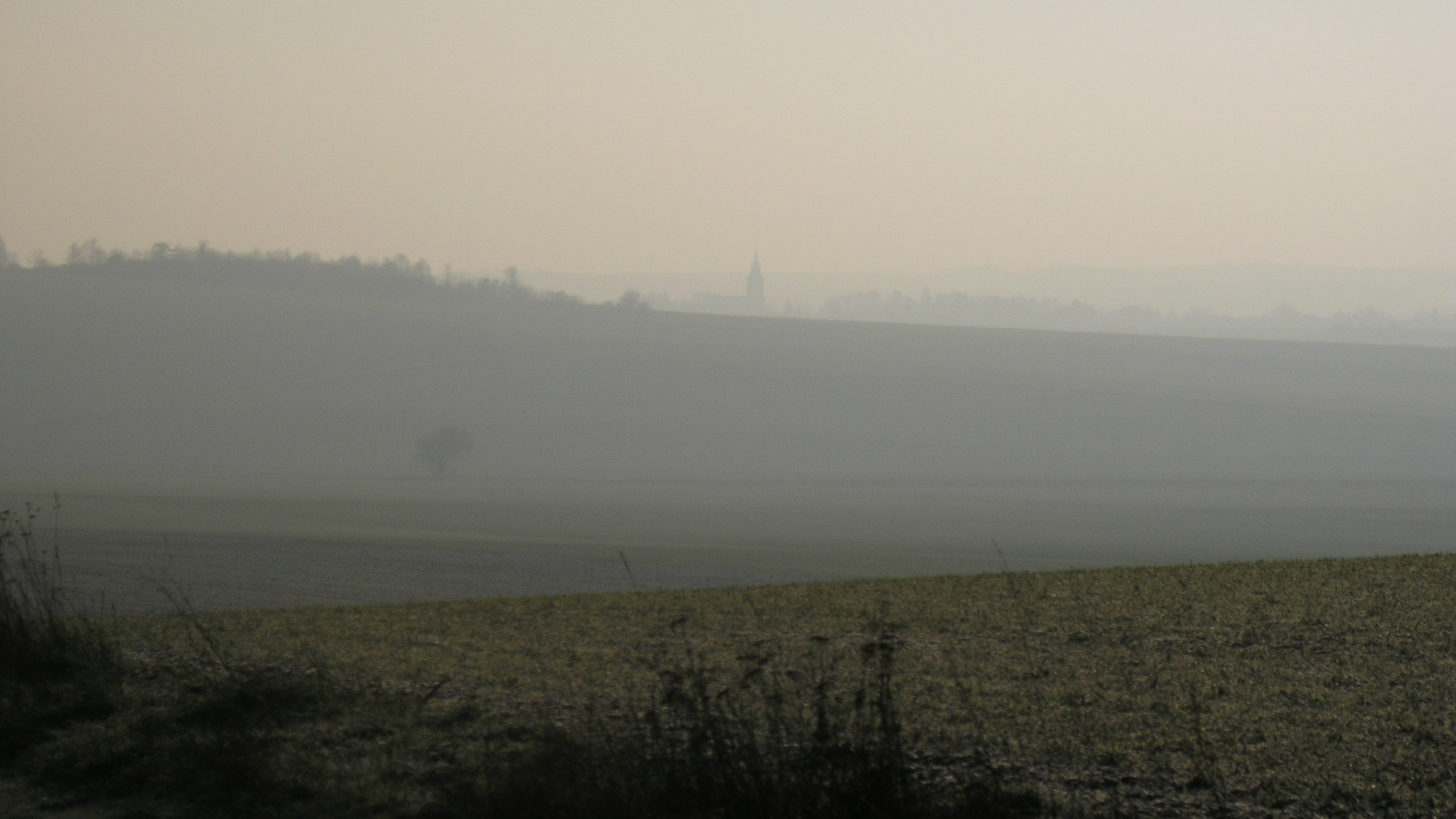
Le clocher de Mesnil-Saint-Loup perdu à travers la brume (janvier 2020).

- L’ancienne église de Mesnil-Saint-Loup

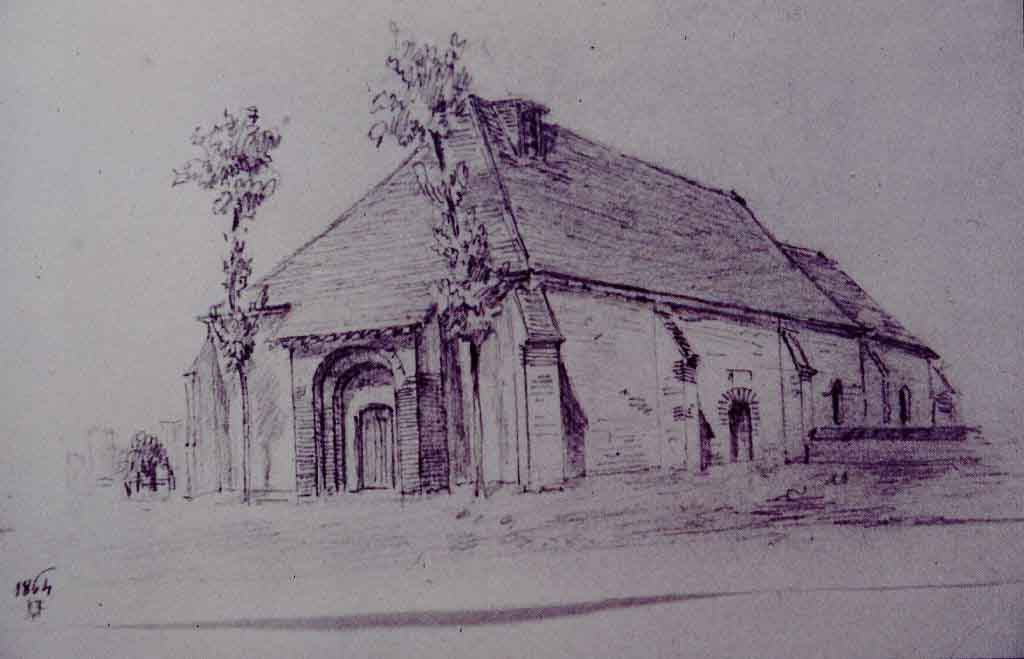
L'ancienne église de Mesnil-Saint-Loup en 1864 par Fichot.

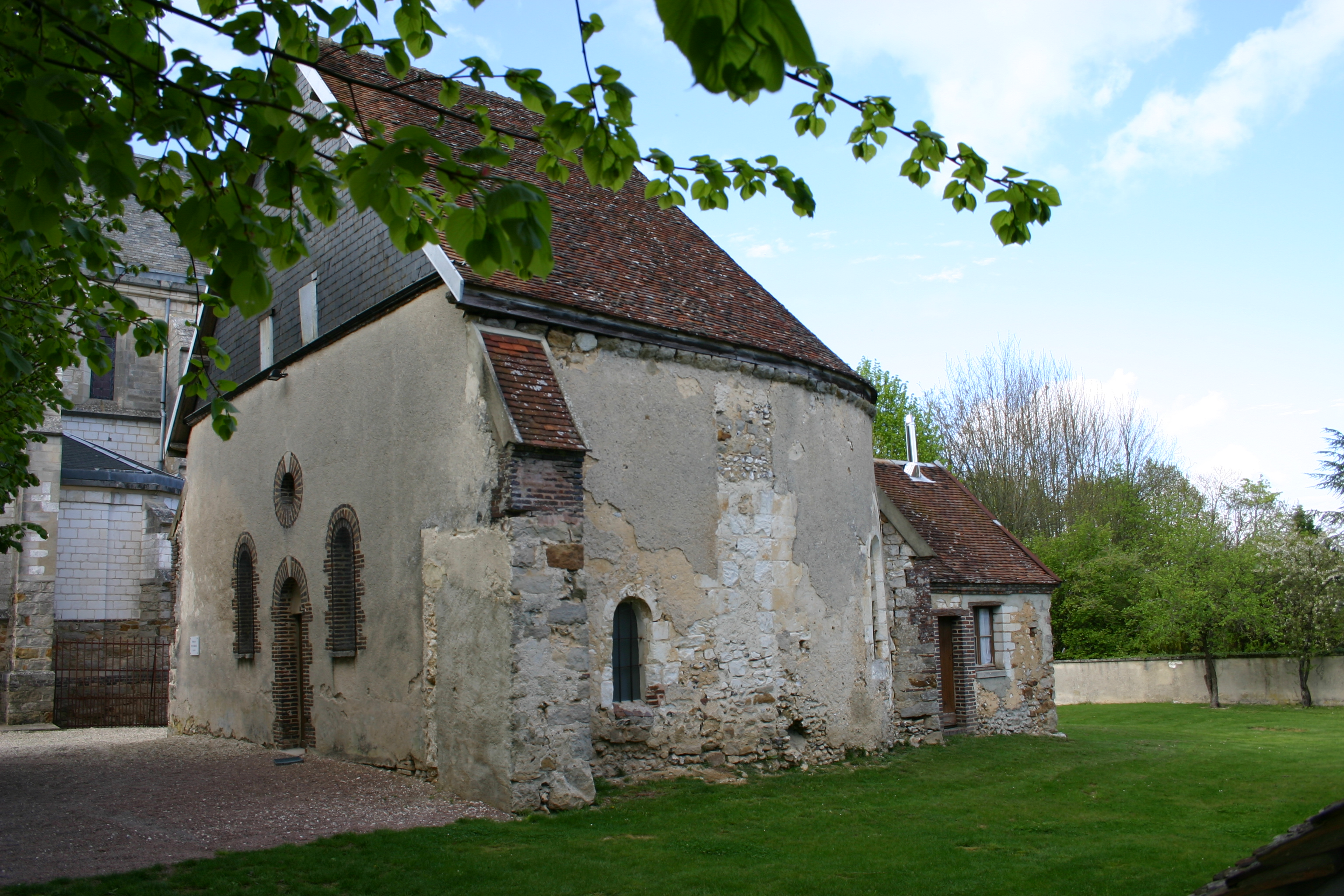
Ce qui reste de l'église aujourd'hui... le chœur et la sacristie.

Démolition de l’ancienne église - Délibérations du conseil municipal du 8 février 1866
L’an mille huit cent soixante six, le huit du mois de février, le conseil municipal de la commune de Mesnil-Saint-Loup réuni en session ordinaire sous la présidence de Monsieur le maire au lieu habituel de ses séances. Présents, Messieurs Courtois Toussaint, Courtois Tranquille, Choiselat Onésime, Velut Nicolas, Velut Gauvain, Simon Florentin, Bécard Frédéric, Legrand    ….       et Bécard Amand, maire.
Monsieur le maire donne communication au Conseil Municipal de Mesnil St Loup d’une lettre de Monsieur le Sous-Préfet de Nogent-sur-Seine en date du 2 février courant, du rapport de Monsieur Roussel, architecte du département relatif à l’état de l’église paroissiale, ensemble du devis estimatif des travaux à faire pour l’appropriation prochaine  au culte divin de notre nouvelle église et l’appelle à donner son avis sur ces pièces.
Le conseil estime :
1° - Au sujet du rapport de M. Roussel sur l’état de l’ancienne église que le rapport est d’une parfaite exactitude et que de jour en jour il devient de plus en plus urgent de procéder à la démolition de cet édifice, attendu qu’un éboulement ne pourrait que compromettre la vie des habitants de la commune s’il avait lieu dans le temps d’un office, ou perdre la valeur des matériaux, comme bois de charpente, tuiles, cela en quelque temps qu’il arrive.
2° - Au sujet du devis dressé par M. Roussel, le conseil estime que ce devis présente un ensemble de travaux certainement urgents, les uns cependant plus immédiatement que les autres. Pour mieux préciser sa pensée, le conseil prenant le devis partie par partie est d’avis 
- sur la première partie relative à la fermeture des fenêtres que les travaux prévus par M. Roussel sont immédiatement urgents. 
- sur la deuxième partie relative au solivage et au plancher de la grande nef que cette partie du devis peut être différée jusqu’au dernier mois de la présente année et qu’il suffira que le plancher soit exécuté avant les froids de l’hiver prochain.
- sur la troisième partie relativement à l’établissement d’un sol sur toute la surface de l’église, le conseil juge que les habitants fournissant gratuitement les cailloux  nécessaires aux travaux prévus par le devis, attendu que les temps pluvieux qui durent depuis quelque temps ne permettent pas de sitôt de pouvoir faire des charrois dans les champs et que d’autre part les travaux agricoles vont être prochainement repris, attendu que la commune a déjà fait considérablement de semblables travaux par corvées volontaires et qu’il en coûterait à M. le maire de demander aux habitants un nouveau sacrifice après tous ceux qui ont déjà été faits. Sur ce point donc considérant que l’achat de cailloux augmentant considérablement la dépense prévue au devis, de 670 francs la porterait au moins à 750 francs. Le conseil pense qu’il serait moins coûteux et plus  …..  de se contenter pour le moment d’un carrelage, lequel pourrait même ne s’étendre qu’à la grande nef et au sanctuaire, les bas-côtés pouvant attendre au moins un certain temps.
Un torchis établi pour fermer la partie du sanctuaire qu’on se propose de conserver de l’ancienne église serait convenable, il est vrai, mais la terre du Mesnil ne vaut rien pour ces sortes de construction de sorte que le conseil estime qu’un ….. Serait tout au plus aussi coûteux mais plus convenable.
Sur les autres parties du devis, le conseil estime qu’il n’a aucune observation à faire et l’admet tel qu’il est rédigé par M. Roussel.
Enfin, prenant le devis dans son ensemble, sauf les modifications ci-dessus, le conseil demande la mise à exécution le plus tôt possible et prie M. le Préfet de vouloir bien permettre que tous ces travaux s’exécutent économiquement sous la direction et la surveillance de M. l’architecte du département.
3° - En réponse à la lettre de M. le Sous-Préfet, le conseil, qui demande à grands cris l’exécution des travaux, doit cependant faire l’aveu qu’il a l’impossibilité de trouver dans les fonds communaux ce qui n’y est pas; la commune actuellement n’ayant guère que des dettes. Toutefois le conseil croit ne pas manquer à la modestie en portant à la connaissance de l’administration que depuis le commencement des travaux de la nouvelle église, les habitants ont fourni généreusement de leur travail et de leur bourse, au point que la part prise par eux est évaluée au moins à huit mille francs.
Très reconnaissant de l’allocation de 500 francs promise par M. le Préfet, sachant d’ailleurs combien généreusement l’administration vient au secours des communes pauvres quand il s’agit des édifices nécessaires aux habitants, surtout des églises, le conseil demande humblement à M. le Préfet d’élever à la somme de 1000 francs l’allocation promise. Cette somme jointe à ce que nous espérons de la charité publique qui seule nous a rendu possible la construction de la nouvelle église permettra de commencer immédiatement les travaux et de les poursuivre partie par partie jusqu’à la complète exécution du devis.
L’administration nous ayant en maintes circonstances fourni le tiers des sommes nécessaires à nos dépenses communales extraordinaires accueillera d’autant mieux notre demande de ce jour, vu que nous ne demandons guère que le huitième de ce que les habitants ont déjà fourni du leur pour les travaux de l’église, et à peine le cinquantième du chiffre de la dépense totale que la charité publique nous a rendu possible.
Fait et délibéré à Mesnil Saint Loup

### Personnalités liées à la commune

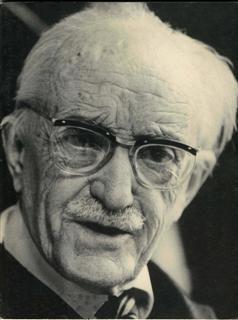
Henri Charlier.

- Le peintre et sculpteur français Henri Charlier (1883-1975) a vécu et est enterré à Mesnil-Saint-Loup, tout comme son ami le compositeur Claude Duboscq
- L'humoriste Jean-Marie Bigard a été pensionnaire dans le collège privé de la commune.
- Pascal Simon, cycliste sur route français, y est né en 1956.